# Портрет (фільм, 1915)
«Портрет» — німий чорно-білий художній фільм 1915 року, знятий в Російській імперії на «Ательє В. Старевича». Перша спроба екранізації однойменної повісті Миколи Гоголя. Фільм зберігся лише частково, було знято близько 44 хвилин (1200 метрів плівки), а збереглись тільки 8.

## Сюжет
Сюжет картини повторює оригінал гоголівської повісті. Молодий та бідний художник Чартков купує в магазині портер старця. Прийшовши додому, він його повісив на стіну та ліг спати. Проте, він не міг заснути, йому здавалось, що портрет за ним спостерігає. Чартков завісив портрет скатертиною та заснув. Уночі йому сняться кошмари, в одному з них чоловік з картини починає розмовляти з художником, від чого той непритомніє. В іншому старець з портрета виходить в кімнату та, діставши мішок з грошима, починає їх перераховувати, не звертаючи уваги на художника в ліжку, який це все спостерігає. Одна з купюр падає на підлогу, але чоловік з картини ігнорує це та, завершивши перерахунок, повертається у свій портрет, що висить на стіні. На ранок Чартков її підіймає, на чому збережені кадри фільму обриваються.

## У ролях
Андрій Громов — головний герой, молодий художник Чартков.
Іван Лазарев — чоловік з портрета.